# James K. Polk
James Knox Polk (2 tháng 11 năm 1795 - 15 tháng 6 năm 1849) là tổng thống thứ 11 của Hoa Kỳ, tại nhiệm từ 4 tháng 3 năm 1845 đến 4 tháng 3 năm 1849. Trước khi trở thành tổng thống, ông từng làm Chủ tịch hạ viện Hoa Kỳ giai đoạn 1835–1839, và là thống đốc tiểu bang Tennessee từ 1839–1841. Do Polk là một người học trò của Andrew Jackson, ông cũng là thành viên Đảng Dân chủ và ủng hộ chủ nghĩa dân chủ Jackson. Ông nổi danh với việc bành trướng lãnh thổ Hoa Kỳ trong thời kỳ Chiến tranh Mexico-Hoa Kỳ; cụ thể trong nhiệm kỳ của Tổng thống Polk, lãnh thổ Hoa Kỳ được mở rộng một cách đáng kể do kết quả của việc sáp nhập Cộng hòa Texas, lãnh thổ Oregon, và nhượng địa Mexico sau khi người Mỹ giành được thắng lợi trong Chiến tranh Mexico-Hoa Kỳ.
Sau khi gây dựng được sự nghiệp pháp lý thành công ở Tennessee, Polk được bầu vào cơ quan lập pháp tiểu bang năm 1823, sau đó là Hạ viện Hoa Kỳ năm 1825, và trở thành một đồng minh thân cận của Andrew Jackson. Sau khi phục vụ với vai trò là chủ tịch Ủy ban Tài chính và Thuế vụ, ông trở thành Chủ tịch Hạ viện năm 1835 và cũng là Tổng thống duy nhất từng giữ chức vụ này. Sau đó, Polk rời Quốc hội để tranh cử chức vụ Thống đốc; mặc dù ông đắc cử năm 1839 nhưng ông bị thua trong cuộc bỏ phiếu năm 1841 và 1843. Ông là một ứng cử viên khá ít người biết đến đại diện cho Đảng Dân chủ trong cuộc bầu cử Tổng thống năm 1844. Ông tham dự đại hội Đảng với tư cách là ứng cử viên tiềm năng cho chức Phó Tổng thống, tuy nhiên các Đảng viên Đảng Dân chủ đã thỏa hiệp để Polk có tấm phiếu trong cuộc chạy đua chức Tổng thống khi các ửng cử viên khác không thể đạt được yêu cầu về 2/3 số phiếu đông. Trong cuộc tổng tuyển cử, Polk đã đánh bại đối thủ Henry Clay đến từ Đảng Whig.
Các nhà sử gia đã cho rằng Polk là vị Tổng thống thành công nhất trước Nội chiến Hoa Kỳ khi mà ông đã hoàn thành tất cả các mục tiêu trong chính sách đối nội và đối ngoại trong nhiệm kỳ 4 năm mà ông đã đặt ra từ trước. Sau một cuộc đàm phán căng thẳng với đầy nguy cơ dẫn đến chiến tranh, ông đã đạt được thảo thuận với Vương quốc Liên hiệp Anh và Ireland về các cuộc tranh chấp diễn ra dọc vĩ tuyến 49 ở lãnh thổ Xứ Oregon. Đồng thời, Polk đã dẫn dắt nước Mỹ giành được chiến thắng vẻ vang trong cuộc chiến tranh với Mexico, và kết quả là nước này phải nhượng bộ gần như toàn bộ khu vực Tây Nam cho nước Mỹ. Ông duy trì việc giảm thuế suất khi cho ban hành Thuế quan Walker năm 1846. Cũng trong cùng năm đó, Polk đã đạt được một mục tiêu lớn khác của ông đó là tái thiết lập hệ thống Kho bạc Độc lập. Đúng với lời hứa khi tranh cử của mình là ông chỉ phục vụ một nhiệm kỳ tổng thống, Polk rời Nhà Trắng vào năm 1849 và trở về quê nhà Tennessee nơi mà ông qua đời 3 tháng sau khi ông rời khỏi chính trường.
Mặc dù hình bóng của ông khá mơ hồ ngày nay nhưng giới học giả vẫn đánh giá cao Tổng thống Polk  bởi ông đã hoàn thành các mục tiêu chính trong các chính sách quan trọng của mình. Phần lớn cuộc đời của Polk đều sống như là một chủ nô; ông sở hữu một đồn điền ở Mississippi và đã mua bán khá nhiều nô lệ khi còn tại nhiệm Tổng thống. Di sản lớn nhất mà chính quyền Polk để lại cho nước Mỹ chính là sự mở rộng lãnh thổ đất nước khi mà giờ đây quốc gia non trẻ này đã tiến đến bờ biển Thái Bình Dương để sẵn sàng trở thành một siêu cường của thế giới trong tương lai.

## Xuất thân
Polk sinh ra tại quận Mecklenburg, Bắc Carolina nhưng phần lớn thời gian ông đều sống ở tiểu bang Tennessee.

## Sự nghiệp chính trị
Là một người trung thành với lý tưởng của Andrew Jackson, Polk được xem là một vị tổng thống Mỹ quyết đoán cuối cùng trước khi Nội chiến Hoa Kỳ nổ ra. Polk được chú ý với những thành công về chính sách đối ngoại. Ông đe dọa chiến tranh với Vương quốc Liên hiệp Anh và Bắc Ireland rồi chia đôi quyền lợi vùng Tây Bắc với Anh. Polk thực hiện chính sách giảm thuế và thiết lập hệ thống kho bạc kéo dài đến 1913. Ông cũng là tổng thống Mỹ đầu tiên quyết định nghỉ hưu sau khi nhiệm kỳ tổng thống kết thúc mà không ra  tái tranh cử. Polk mất 3 tháng sau khi nhiệm kỳ tổng thống của ông kết thúc.
Là một người theo chủ nghĩa bành trướng lãnh thổ, Polk bất chấp những sự phản đối của đảng Whig và gánh vác trách nhiệm cho cuộc bành trướng lãnh thổ lớn nhất của Hoa Kỳ (vượt qua cả bang mua lại lãnh thổ Louisiana của Pháp). Ông bảo đảm lãnh thổ Oregon (bao gồm Washington, Oregon và Idaho) rồi mua 1,2 triệu dặm vuông (3,1 triệu km²) thông qua Hiệp ước Guadalupe Hidalgo, hiệp ước đã chấm dứt Chiến tranh Mexico-Hoa Kỳ. Cuối cùng, Polk đã hoàn tất việc thâu tóm hầu như phần lớn 48 bang hiện tại của Mỹ. Chính chủ nghĩa bành trướng lãnh thổ mà ông theo đuổi đã gây ra nhiều cuộc tranh cãi về vấn đề nô lệ tại lãnh thổ vừa mới sáp nhập.